# Santísimo Cristo de San Felipe (Carmona)
El Santísimo Cristo de San Felipe pertenece a la Hermandad de la Amargura de Carmona de la iglesia de San Felipe de esta misma ciudad. El Santísimo Cristo de San Felipe es una imagen que perteneció a la primera viga de imaginería de la parroquia colocada en el altar mayor a poco de consagrada la parroquia a fines del siglo XIII o durante los primeros años del XIV. La primera noticia que tenemos de ella data del año 1521,contratación, entrega y colocación  de obra, documentada en 1992 por el historiador  carmonense Fernando de la Villa Nogales . Sabemos que fue sustituido por otro crucificado, precisamente el mismo que es titular de esta cofradía de penitencia, el Señor de la Amargura, obra de Jorge Fernández Alemán. La siguiente noticia nos la da una procesión extraordinaria que durante la peste del año 1585 y convocada por el cabildo de Carmona se realizó al convento de Ntra. Sra. de Gracia junto con la imagen de Ntra. Sra. de los Remedios y San Sebastián. Este hecho significativo nos evidencia la extraordinaria devoción que ya gozaba en esta época por el pueblo de Carmona. Por aquel tiempo los clérigos de la parroquia de San Felipe le organizan un novenario en septiembre, con la asistencia de los miembros del Cabildo de Carmona. Más tarde, esta enorme devoción desencadenaría la creación de una cofradía con el título “Cofradía del Santísimo Cristo de San Felipe” y cuyas reglas antiguas datan del año 1616. En un inventario del siglo XVI, se cita la escultura que se localizaba entonces en un retablo de la nave de la Epístola, junto a la sacristía del templo. Más tarde, en otro inventario en 1668 vuelve a aparecer en el mismo lugar, pero dándonos una valiosa información al citarlo como perteneciente a una antigua hermandad de Ánimas. A mediados del siglo XVIII, concretamente en 1763, se realiza un nuevo retablo para el testero de la nave del Evangelio dedicado a capilla del Sagrario. Este retablo estaba presidido por este crucificado. Ya avanzado el siglo XX, este retablo fue trasladado a la parroquia de Almadén de la Plata, y la imagen pasó a ocupar diferentes lugares en el templo parroquial de San Felipe. Actualmente se encuentra en la parroquia de San Bartolomé, donde espera una urgente y muy necesaria restauración, ya inaplazable.

## Iconografía
En cuanto a su iconografía, podríamos hablar de la sucesión de sus tipos a lo largo de la historia, estudiados abundantemente por los historiadores del arte. No obstante, a modo informativo, podríamos apuntar que aunque en un principio eludido en los primeros años del cristianismo, la Crucifixión  adquirió durante el siglo VI un notable auge. En un principio, representando la imagen de Jesús, vivo con los ojos abiertos  con larga túnica y sujeto por cuatro clavos; y más tarde  en el siglo XIII se representará ya la figura de Nuestro Redentor muerto en la cruz, con el rostro inclinado, cuerpo flexionado, y coronado de espinas. Este tipo ya aparece sujeto a la cruz por tres clavos.
El Santísimo Cristo de San Felipe, participa en general de los caracteres de la imaginería medievalista del primer tercio del siglo XIV. Tiene gran afinidad con crucificados como el Cristo del Subterráneo de Sevilla, o  el que se encuentra en la iglesia del Monasterio de San Isidoro del Campo, en Santiponce, (Sevilla).
El concepto iconográfico en la imaginería cristífera medieval, responde a la plástica del pensamiento teológico-filosófico de la época. Al Cristo Majestad, de interpretación indudablemente platónica, sucede el Cristo producto del pensamiento Escolástico, sin duda más naturalista. En el caso que tratamos, la figura ofrece las características propias de la concepción pasionista de la obra de Santo Tomás, aunque con notorios arcaísmos en su expresión. El artista nos ofrece una imagen que pese a la ausencia del dolor, mueve a compasión. Es el Cristo Católico, que con sus brazos ampliamente extendidos y sus manos abiertas, nos simboliza al Jesús que muere por todos los hombres, y que nos acoge con su infinito amor.  La cruz es arbórea, simbolizando a Cristo como Árbol de Vida misma, fuente de toda salvación.

## Estudio estilístico

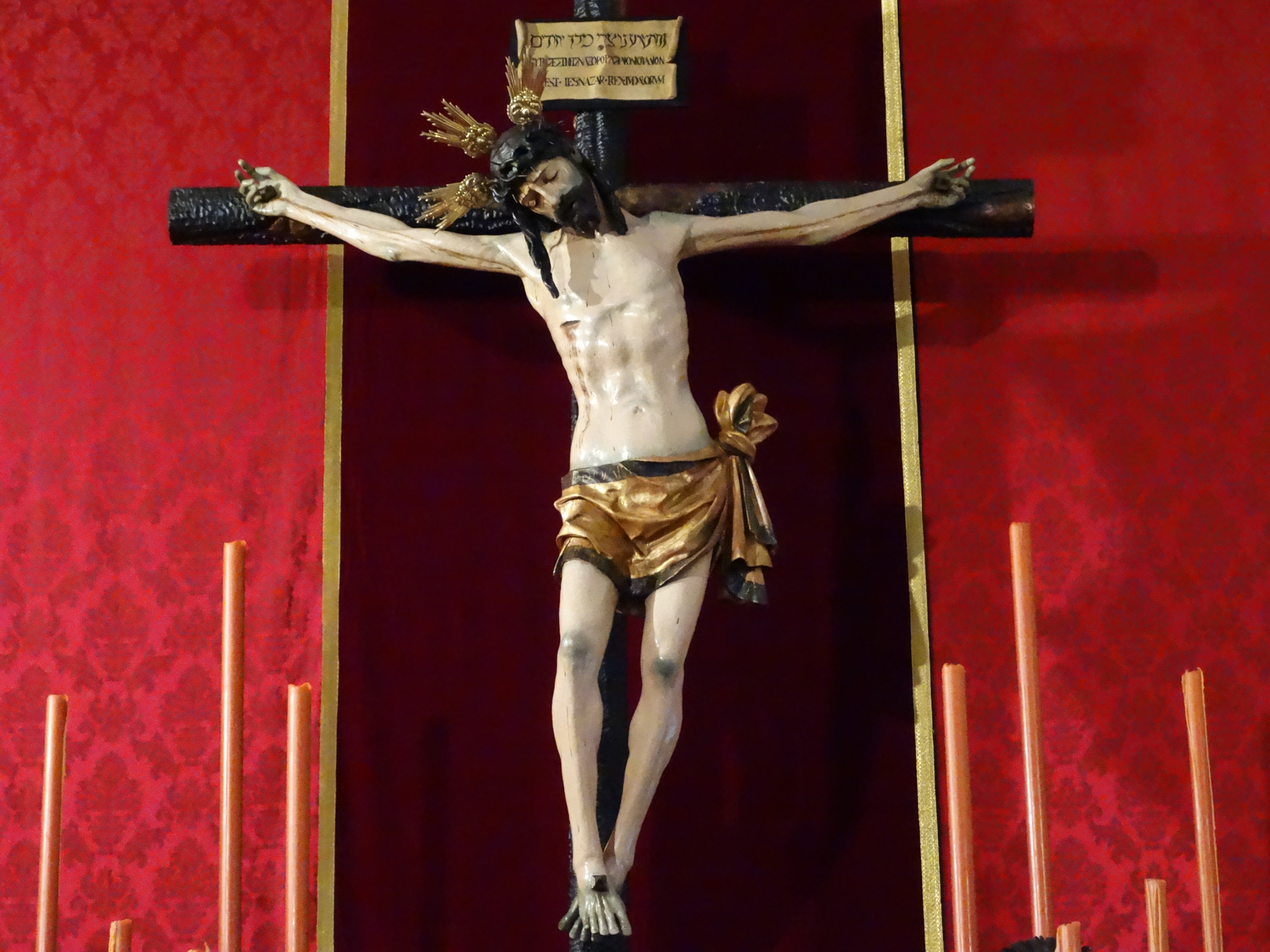
Señor de la Amargura

La escultura de este Santo Cristo representa al Redentor muerto, fijado al madero por tres clavos; su cuerpo, de acusada frontalidad, se inclina suavemente a la derecha,  con brazos desproporcionados y ligeramente flexionados y desplomados, presagiándonos el incipiente naturalismo.  Sus pies se cruzan, montando el derecho sobre el izquierdo en una postura algo forzada. La cabeza es hermosa, cayendo desplomada totalmente sobre su hombro derecho. Su rostro, de suaves facciones, permanece sereno en evidente placidez mortuoria, de nariz prominente, y pabellones auriculares bien trabajados. Posee corta barba, muy esquemática y sutil. Sus ojos cerrados,  al igual que sus cejas, más que tallados quedan dibujados en su rostro. Posee noble y bella cabeza con cabellos trabajados a gubiazos poco marcados. No posee corona de espinas tallada en el bloque craneano, poseyendo unas de plata labradas. El estudio anatómico de este crucificado por detrás es muy simple, ya que la escultura responde al fin para la que fue concebida; estar a gran altura en la viga de imaginería en el presbiterio, y no como imagen procesional.
Anatómicamente el anónimo autor nos presenta su cuerpo con un modelado suave, sin dramatismos, pero armonioso. Las vértebras y vasos sanguíneos escasamente señalados y marcados, aunque  observándose un magistral estudio del natural. Su abdomen se cubre con un complicado perizoma, que viene a cubrir su pudibunda desnudez, de marcados y numerosos pliegues, que baja desde la cintura, hasta cerca de  la zona inferior de las rodillas, y que marca plenamente las formas corpóreas. Presenta un artístico y complicado nudo en su lado derecho. En esta zona se observa la llaga, observándose un reguero de sangre que baja hasta el sudario.
Los valores reseñados acreditan a un escultor de indudable categoría, y pese a que estilísticamente responde a la morfología gótica con evidente sentido arcaizante, en conjunto posee una indudable unción sagrada que transmite al fiel que lo contempla.
- Datos: Q6121643
- Multimedia: Santísimo Cristo de San Felipe (Carmona) / Q6121643